# Lobelia pulchella
Lobelia pulchella är en klockväxtart som beskrevs av Wilhelm Vatke. Lobelia pulchella ingår i släktet lobelior, och familjen klockväxter. Inga underarter finns listade i Catalogue of Life.